# Force de défense du Malawi
La Force de défense du Malawi constitue les forces armées de la république du Malawi.

## Histoire

### Création après l'indépendance
Avant l'indépendance, le Malawi dépendait pour son approvisionnement militaire des casernes de Rhodésie, car la logistique militaire coloniale britannique était généralement organisée sur une base continentale plutôt qu'au niveau des colonies individuelles. La Force de défense du Malawi a été créée lors de l'obtention d’indépendance du Royaume-Uni en 1964. Son premier bataillon d'infanterie a été formé à partir du 1er bataillon du King's African Rifles (The Malawi Rifles). Ils étaient basés à Zomba (capitale du pays à l'époque) dans le quartier de Cobbe Barracks, devenu depuis le quartier général de l'armée malawienne.

### Guerre d'indépendance du Mozambique (1964-1974)
Le Malawi était allié au Portugal pendant la guerre d'indépendance du Mozambique, et l'armée du Malawi a par conséquent coopéré avec les Forces armées portugaises pour sécuriser la frontière mozambicaine-malawienne et arrêter les rebelles du Front de libération du Mozambique. À la suite de la victoire des rebelles et de l'indépendance du Mozambique, plusieurs agents de la police secrète coloniale portugaise ainsi que des déserteurs du Front de libération du Mozambique ont rejoint l'armée malawienne. 

### La lutte contre-insurrectionnelle aujourd'hui
Aujourd'hui, l'armée malawite à surtout un rôle dans la contre-insurrection. Même si elle manque de moyens et de matériel, l'entraînement des soldats et la logistique sont bien considérés.

#### Entraînement
Depuis 2015, la formation des soldats a grandement évolué. L'armée américaine a entraîné huit bataillons depuis lors, soit la quasi-totalité de l'armée malawite.
En 2019, 45 soldats des forces navales du Malawi ont suivi une formation d'un mois par des instructeurs de l'US Navy Seals.

## Forces terrestres

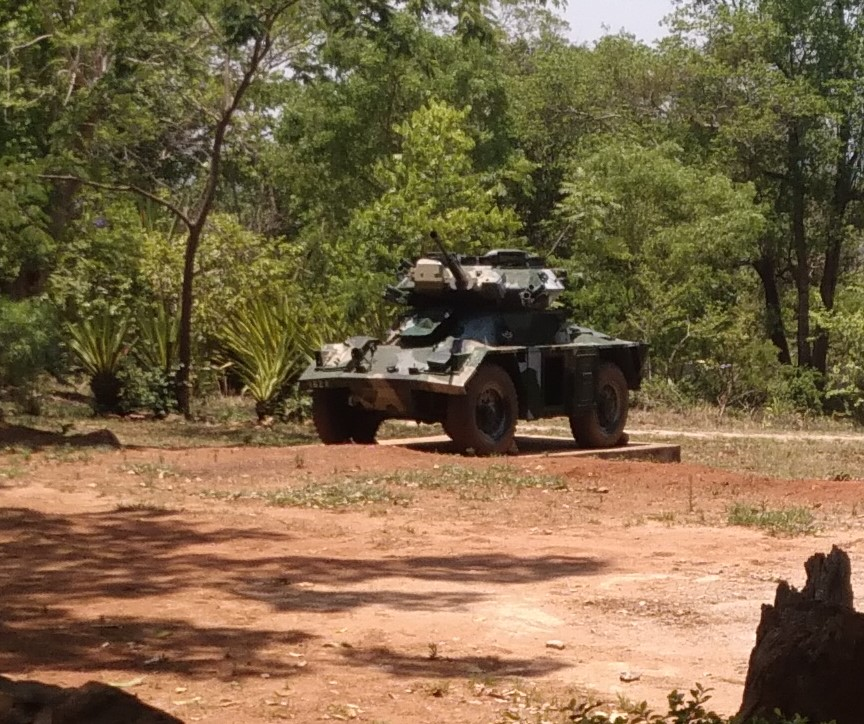
Un FV721 Fox au musée de la force de défense du Malawi.

Les forces terrestres de l’armée du Malawi disposent de 72 véhicules terrestres, fournis par l'Afrique du Sud et le Royaume-Uni[Quand ?].
| Véhicule         | Origine        | Type | En service | Notes                                                              |
| ---------------- | -------------- | ---- | ---------- | ------------------------------------------------------------------ |
| Eland            | Afrique du Sud |      | 13         |                                                                    |
| Daimler Ferret   | Royaume-Uni    |      | 8          | Probablement non opérationnels                                     |
| FV721 Fox (en)   | Royaume-Uni    |      | 20         | Construit au début des années 1970, probablement non opérationnels |
| Puma M26-15 (en) | Afrique du Sud |      | 8          | MRAP                                                               |
| Marauder         | Afrique du Sud |      | 9          | MRAP                                                               |
| Casspir          | Afrique du Sud |      | 14         |                                                                    |

## Détachement naval de l'armée du Malawi
En tant que pays enclavé sans littoral, le Malawi a une très petite marine sans bâtiment militaire de taille. La force navale du Malawi n'opère que sur le lac Malawi et est basée à Monkey Bay. La marine du Malawi (Malawi Army Naval Detachment) a été organisée au début des années 1970, avec l'aide de la Marine portugaise qui a cédé une partie de ses bateaux qui opéraient depuis le Mozambique portugais. La marine malawienne est composée d'une seule unité d'infanterie de marine de 20 navires et comptait 220 personnes en 2007.
| Navire                                   | Type               | Origine        | En service | Notes                                         |
| ---------------------------------------- | ------------------ | -------------- | ---------- | --------------------------------------------- |
| Patrouilleur Namacura (en)               | Patrouilleur       | Afrique du Sud | 1          | En service depuis 1988.                       |
| Nautic Africa Guardian BR850 Interceptor | Bateau semi-rigide | Afrique du Sud | 7          | Équipés de mitrailleuses lourdes Browning M2. |
| Buccaneer                                | Bateau semi-rigide |                | 12         | En service depuis 1993.                       |
| P703 Chikala                             | Patrouilleur       | France         | 1          | Définitivement hors service depuis 1993.      |

## Force aérienne du Malawi (Malawi Air Force)

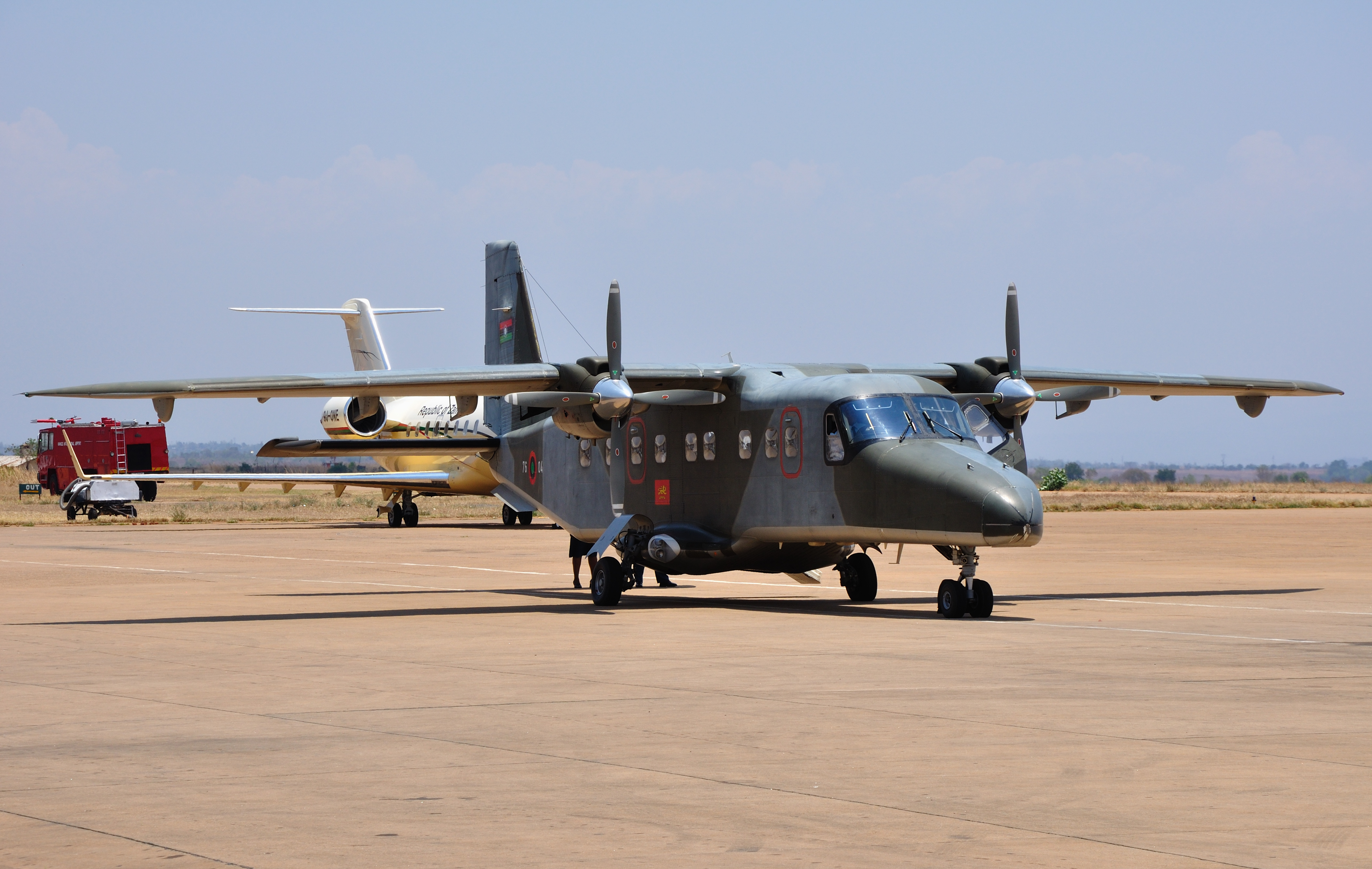
Un des trois Dornier 228 perçu par l'Escadrille aérienne de l'armée du Malawi. Photo de 2010.

L'armée de l'air du Malawi est créée en 1976, sous le nom Malawi Army Air Wings (en français : Escadrille aérienne de l'armée du Malawi). Elle devient en aout 2019 une branche indépendante des forces armées, la Malawi Air Force. Elle se compose en 2021 de onze aéronefs (trois avions et huit hélicoptères). 
| Aéronef                       | Type                                | Origine   | En service en 2021                                                                |
| ----------------------------- | ----------------------------------- | --------- | --------------------------------------------------------------------------------- |
| Xi'an MA600 (en)              | Avion de transport                  | Chine     | 0 (2 reçu le 19 juillet 2022)                                                     |
| Dornier 228                   | Avion de transport                  | Allemagne | 3 (un accidenté le 10 juin 2024)                                                  |
| Aérospatiale AS350 Écureuil   | Hélicoptère polyvalent              | France    | 2                                                                                 |
| Aérospatiale AS355 Écureuil 2 | Hélicoptère polyvalent              | France    | 1                                                                                 |
| Aérospatiale AS532 Cougar     | Hélicoptère de manœuvre et d'assaut | France    | 1                                                                                 |
| Sud-Aviation SA330 Puma       | Hélicoptère de transport moyen      | France    | 2                                                                                 |
| Sud-Aviation SA341 Gazelle    | Hélicoptère polyvalent              | France    | 2 (4 Westland Gazelle AH.1 ex-British Army livrés entre novembre 2015 et mi-2016) |

## Paramilitaires
La police du Malawi (Force de Police Mobile) fait partie de la branche paramilitaire de l'armée

### Matériel
| Matériel                   | Type                      | Origine     | En service |
| -------------------------- | ------------------------- | ----------- | ---------- |
| Voitures blindées Shorland | Véhicule militaire blindé | Royaume-Uni | 8          |
|                            |                           |             |            |
| BN-2T                      | Avion                     | Royaume-Uni | 3          |
| Short SC.7 Skyvan          | Avion de transport        | Royaume-Uni | 1          |
| Sud-Aviation SA365 Dauphin | Hélicoptère               | France      | 2          |

## Équipement

### Armes à feu
| Arme                              | Type           | Origine      | En service   |
| --------------------------------- | -------------- | ------------ | ------------ |
| Daewoo K2                         | Fusil d'assaut | Corée du Sud | Environ 1000 |
| Daewoo K2C                        | Fusil d'assaut | Corée du Sud | Environ 3000 |
| FN FAL                            | Fusil d'assaut | Belgique     |              |
| HK G3                             | Fusil d'assaut | Allemagne    |              |
| CETME Modèle L                    | Fusil d'assaut | Espagne      |              |
| PMK                               | Fusil d'assaut | Pologne      |              |
| Pistol Mitralieră model 1963/1965 | Fusil d'assaut | Roumanie     |              |
| FN MAG                            | Mitrailleuse   | Belgique     |              |